# Édouard Muller

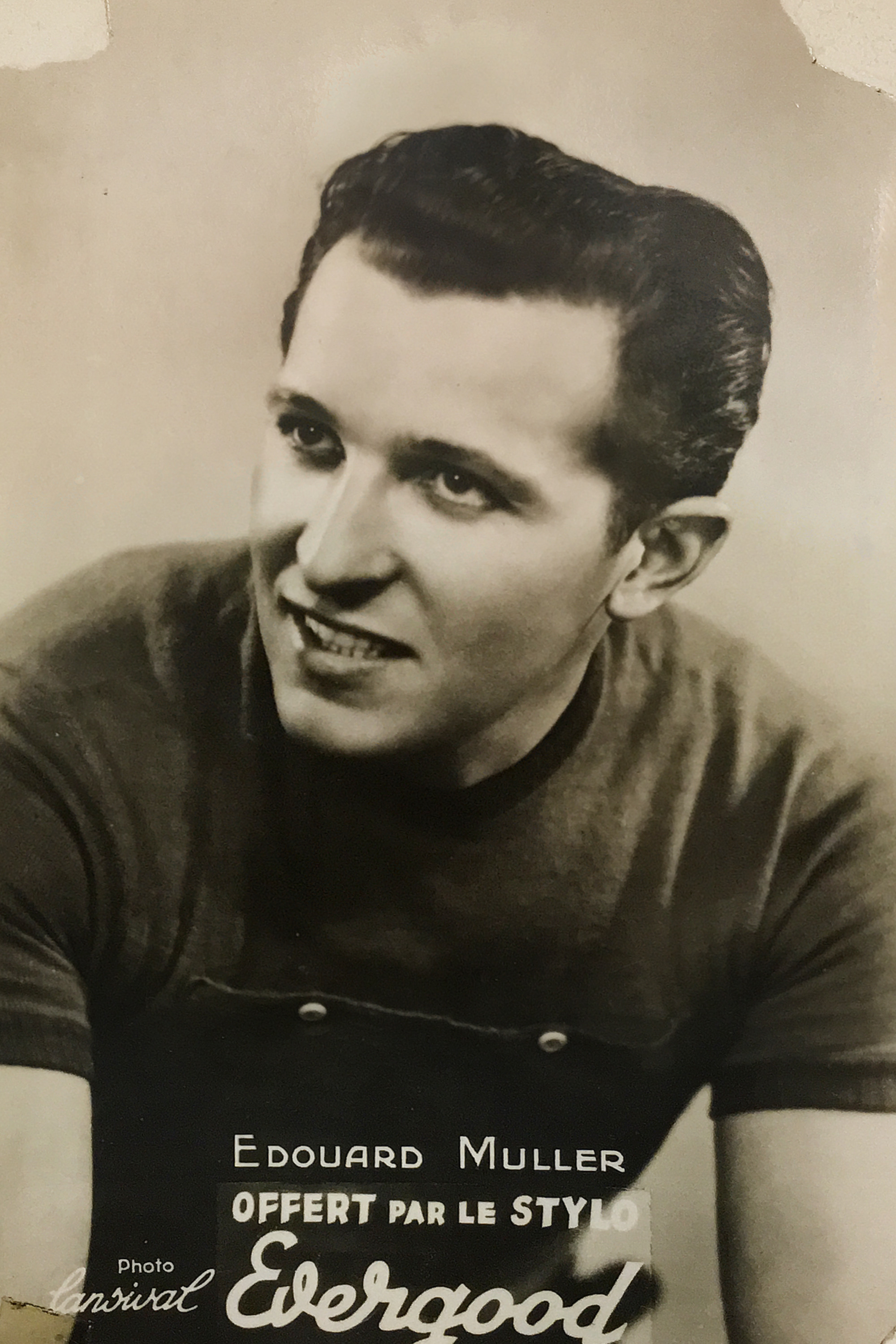
Édouard Muller

Paul Édouard Muller (* 8. Juni 1919 in Neuilly-sur-Seine; † 28. Mai 1997 in Maisons-Laffitte) war ein französischer Radrennfahrer und nationaler Meister im Radsport.

## Sportliche Laufbahn
Als Amateur wurde er 1941 nationaler Meister in der Mannschaftsverfolgung. 
1942 wurde Muller Berufsfahrer im Radsportteam Alcyon-Dunlop. Er blieb bis 1955 aktiv. 1951 war er auf einer Etappe der Tour de France erfolgreich. Weitere bedeutende Erfolge waren die Siege im Etappenrennen Tour de l’Ouest 1947, im Grand Prix du Courrier picard 1949 und in den Eintagesrennen Paris–Clermont-Ferrand und Paris–Montceau-les-Mines 1951 sowie im Grand Prix d’Espéraza 1953. Etappensiege holte er 1947 im Circuit de l’Indre, 1950 und 1951 in der Tour de l’Ouest. 
Zweite Plätze belegte er im Rennen Bordeaux–Angoulème 1943, im Circuit de l’Indre 1947, im Circuit de l’Aulne 1950, im Distanzrennen Paris–Brest–Paris 1951 hinter dem Sieger Maurice Diot und Paris–Camembert 1952. Dritter wurde er im Critérium du Centre 1945 und im Circuit du Morbihan 1952.
In der Tour de France war er fünfmal am Start. Er wurde 1947 36., 1949 44., 1951 41. der Gesamtwertung. 1948 und 1952 schied er aus. Im Giro d’Italia 1951 schied er aus. 